# اوکان کوچ
اوکان کوچ (انگلیسی: Okan Koç؛ زادهٔ ۲۲ ژانویهٔ ۱۹۸۲) بازیکن فوتبال اهل ترکیه است.
از باشگاه‌هایی که در آن بازی کرده‌است می‌توان به باشگاه فوتبال آلتای اسپور، باشگاه ورزشی گنچلربیرلیغی، باشگاه فوتبال مانیسااسپور، باشگاه فوتبال دنیزلی اسپور، باشگاه فوتبال آنکاراگوچو، باشگاه فوتبال قونیه‌اسپور، باشگاه فوتبال آدانااسپور، باشگاه فوتبال بشیکتاش، و باشگاه ورزشی ساکاریاسپور اشاره کرد.